# Вальчета (департамент)
Департамент Вальчета  (исп. Departamento de Valcheta) — департамент в Аргентине в составе провинции Рио-Негро.
Территория — 20 457 км². Население — 7 101 человек. Плотность населения — 0,3 чел./км².
Административный центр — Вальчета.

## География
Департамент расположен на юге провинции Рио-Негро.
Департамент граничит:
- на севере — с департаментом Авельянеда
- на востоке — с департаментом Сан-Антонио
- на юге — с провинцией Чубут
- на западе — с департаментом Нуэве-де-Хулио

## Административное деление
Департамент включает 7 муниципалитетов:
- Вальчета
- Агуада-Сесилио
- Арройо-Вентана
- Арройо-Лос-Беррос
- Чипаукиль
- Науэль-Ньеу
- Сьерра-Пайлеман

## Важнейшие населенные пункты[3]
| № | Населённый пункт  | Населённый пункт (исп.) | Категория | Население чел. (2010) | На карте                        |
| - | ----------------- | ----------------------- | --------- | --------------------- | ------------------------------- |
| 1 | Вальчета          | Valcheta                | город     | 3867                  | 40°40′48″ ю. ш. 66°09′46″ з. д. |
| 2 | Арройо-Лос-Беррос | Arroyo Los Berros       | поселок   | 168                   | 41°26′10″ ю. ш. 66°05′54″ з. д. |
| 3 | Агуада-Сесилио    | Aguada Cecilio          | поселок   | 155                   | 40°50′55″ ю. ш. 65°50′33″ з. д. |
| 4 | Сьерра-Пайлеман   | Sierra Pailemán         | поселок   | 74                    | 41°11′28″ ю. ш. 65°58′38″ з. д. |
| 5 | Науэль-Ньеу       | Nahuel Niyeu            | поселок   | 32                    | 40°30′17″ ю. ш. 66°33′53″ з. д. |
| 6 | Арройо-Вентана    | Arroyo Ventana          | поселок   | 30                    | 41°39′54″ ю. ш. 66°05′31″ з. д. |